# Aedes langata
Aedes langata är en tvåvingeart som beskrevs av Someren 1946. Aedes langata ingår i släktet Aedes och familjen stickmyggor. Inga underarter finns listade i Catalogue of Life.